# Округ Винона (Минесота)
Округ Винона (енгл. Winona County) је округ у америчкој савезној држави Минесота.

## Демографија
По попису из 2010. године број становника је 51.461, што је 1.476 (3,0%) становника више него 2000. године.
| Група             | 2000.          | 2010.          |
| Белци             | 47.522 (95,1%) | 47.828 (92,9%) |
| Афроамериканци    | 384 (0,8%)     | 650 (1,3%)     |
| Азијати           | 935 (1,9%)     | 1.101 (2,1%)   |
| Хиспаноамериканци | 686 (1,4%)     | 1.244 (2,4%)   |
| Укупно            | 49.985         | 51.461         |